# Clube Desportivo de Mafra
Maillots
Le Clube Desportivo de Mafra est un club de football portugais basé à Mafra. Le club évolue actuellement en Segunda Liga.

## Historique
Le club est fondé le 24 mai 1965. Antérieurement, en 1940, le Clube Desportivo de Mafra avait été créé sous ses couleurs avant d'être refondé en 1965. Les activités football du club commencent en 1967. Lors de la saison 1970-1971, le club gagne le titre de troisième division de l'Associação de Futebol de Lisboa. 5 saisons plus tard, le club est sacré champion de deuxième division de l'Associação de Futebol de Lisboa. Le club gagne en 1991-1992 le titre de champion de première division de l'Associação de Futebol de Lisboa, et intègre donc pour la première fois les championnats nationaux lors de la saison 1992-1993. Lors de ses deux premières saisons en Tercera Divisão (4e niveau dans la hiérarchie), le club termine à la dixième place avant de terminer premier de sa poule en 1994-1995. Le club ne passe qu'une saison en Segunda Divisão B et descend en Tercera Divisão. Le club descend d'un nouvel échelon la saison et retourne en première division de l'Associação de Futebol de Lisboa.
Lors de cette saison 1997-1998, Mafra termine deuxième et retourne en Tercera Division. Mafra reste quatre saisons dans cette division. Mafra finit premier de sa poule en 2001-2002 et gagne le droit de retourner en Segunda Divisão B. Le club reste 14 saisons à cet échelon avant de gagner la poule nord de promotion en Segunda Liga en 2014-2015. Le club est même sacré champion de Troisième Division (qui est devenu entre-temps le Campeonato Nacional de Seniores) en battant 1-1, 4-3 aux Tirs au but Famalicão vainqueur de l'autre poule de promotion.

## Bilan saison par saison depuis 1991-1992
| Saison    | Niveau | Division                        | Classement                                                 | Coupe du Portugal | Coupe de la Ligue         |
| --------- | ------ | ------------------------------- | ---------------------------------------------------------- | ----------------- | ------------------------- |
| 1991-1992 | 5      | Primera Divisão AF Lisboa       | 1er                                                        | -                 | Compétition non existante |
| 1992-1993 | 4      | Terceira Divisão                | 10e                                                        | 3e tour           | Compétition non existante |
| 1993-1994 | 4      | Terceira Divisão                | 10e                                                        | 3e tour           | Compétition non existante |
| 1994-1995 | 4      | Terceira Divisão                | 1er                                                        | 1er tour          | Compétition non existante |
| 1995-1996 | 3      | Segunda Divisão B               | 18e                                                        | 2e tour           | Compétition non existante |
| 1996-1997 | 4      | Terceira Divisão                | 15e                                                        | 1er tour          | Compétition non existante |
| 1997-1998 | 5      | Divisão de Honra AF Lisboa      | 2e                                                         | -                 | Compétition non existante |
| 1998-1999 | 4      | Terceira Divisão                | 11e                                                        | 2e tour           | Compétition non existante |
| 1999-2000 | 4      | Terceira Divisão                | 11e                                                        | 2e tour           | Compétition non existante |
| 2000-2001 | 4      | Terceira Divisão                | 3e                                                         | 3e tour           | Compétition non existante |
| 2001-2002 | 4      | Terceira Divisão                | 1er                                                        | 2e tour           | Compétition non existante |
| 2002-2003 | 3      | Segunda Divisão B               | 2e                                                         | 2e tour           | Compétition non existante |
| 2003-2004 | 3      | Segunda Divisão B               | 8e                                                         | 3e tour           | Compétition non existante |
| 2004-2005 | 3      | Segunda Divisão B               | 2e                                                         | 2e tour           | Compétition non existante |
| 2005-2006 | 3      | Segunda Divisão                 | 7e                                                         | 2e tour           | Compétition non existante |
| 2006-2007 | 3      | Segunda Divisão                 | 5e                                                         | 5e tour           | Compétition non existante |
| 2007-2008 | 3      | Segunda Divisão                 | 5e puis 6e poule de promotion                              | 2e tour           | -                         |
| 2008-2009 | 3      | Segunda Divisão                 | 7e puis 2e poule de maintien                               | 2e tour           | -                         |
| 2009-2010 | 3      | Segunda Divisão                 | 5e                                                         | 8e de finale      | -                         |
| 2010-2011 | 3      | Segunda Divisão                 | 2e                                                         | 3e tour           | -                         |
| 2011-2012 | 3      | Segunda Divisão                 | 6e                                                         | 2e tour           | -                         |
| 2012-2013 | 3      | Segunda Divisão                 | 2e                                                         | 1er tour          | -                         |
| 2013-2014 | 3      | Campeonato Nacional de Seniores | 1er puis 6e poule de promotion                             | 3e tour           | -                         |
| 2014-2015 | 3      | Campeonato Nacional de Seniores | 2e puis 1er poule de promotion puis champion               | 2e tour           | -                         |
| 2015-2016 | 2      | Segunda Liga                    | 21e Relégation                                             | 2e tour           | 1er tour                  |
| 2016-2017 | 3      | Campeonato de Portugal          | 3e puis 1er poule de relégation                            | 1er tour          |                           |
| 2017-2018 | 3      | Campeonato de Portugal          | 1er puis vainqueur des Play Offs, promotion en 2e division | 2e tour           |                           |
| 2018-2019 | 2      | Segunda Liga                    | 14e                                                        | 2e tour           | 2e tour                   |
| 2019-2020 | 2      | Segunda Liga                    | 14e                                                        | 8e de finale      | 1er tour                  |
| 2020-2021 | 2      | Segunda Liga                    | 12e                                                        | 2e tour           |                           |

## Palmarès
- Campeonato Nacional de Seniores : 2015 et 2018
- Terceira Divisão : 2002
- Première division de l'Associação de Futebol de Lisboa : 1992
- Deuxième division de l'Associação de Futebol de Lisboa : 1976
- Troisième division de l'Associação de Futebol de Lisboa : 1971